# اتفاقيات ماتينيون 1988
اتفاقيات ماتينيون 1988 كانت الاتفاقات الموقعة في فندق ماتينيون من قبل جان ماري تجيباو وجاك لافلور في 26 يونيو 1988 بين الموالين الذين أرادوا إبقاء كاليدونيا الجديدة كجزء من الجمهورية الفرنسية، والانفصاليين الذين لم يفعلوا ذلك. تم ترتيب الاتفاقات تحت رعاية حكومة فرنسا نتيجة للمناقشات والتسويات التي رتبها كريستيان بلان مفاوض حكومة ميشال روكار.

## الوصف
حددت الاتفاقات فترة عشر سنوات من التطوير. تم وضع أحكام مؤسسية واقتصادية لمجتمع الكاناك. وافق سكان كاليدونيا الجديدة على عدم إثارة قضية الاستقلال خلال هذه الفترة.
ونصت الاتفاقات على العفو عن المتورطين في حادث احتجاز الرهائن في كهف أوفيا في عام 1988، وحظر جميع الإجراءات المتعلقة بمقتل أربعة من رجال الدرك و19 من أعضاء الكاناك المستقلين.
تمت الموافقة على اتفاقيات ماتينيون من قبل الناخبين الفرنسيين وكاليدونيا الجديدة في استفتاء عقد في 6 نوفمبر 1988، حيث سئل الناخبون «هل توافق على السماح لسكان كاليدونيا الجديدة بالتصويت لتقرير المصير في عام 1998؟» صوتت أغلبية الناخبين 80٪ لصالح سكان كاليدونيا الجديدة لتحديد ما إذا كانوا سيبدأون حق تقرير المصير أم لا. وبلغت نسبة مشاركة الناخبين في الاستفتاء 37٪، مع وجود 12٪ من الأصوات فارغة أو باطلة.
في 5 مايو 1998 تم التوقيع على اتفاق نوميا تحت رعاية ليونيل جوسبان. حددت فترة انتقالية مدتها عشرين عامًا حتى التصويت المقرر على نقل السيادة في عام 2018. ستكون المنطقة مستقلة تمامًا، باستثناء مجالات الدفاع والأمن والقضاء والتمويل، والتي ستكون من اختصاصات فرنسا. تمت الموافقة على الاتفاقية من قبل 72٪ من الناخبين في استفتاء في كاليدونيا الجديدة عقد في 8 نوفمبر.